# Carlos Hathcock

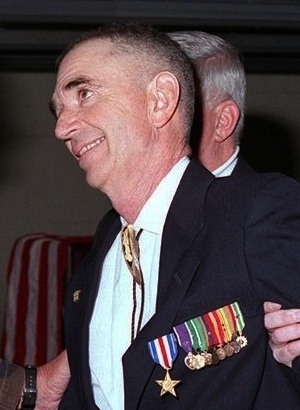
Carlos Hathcock (1996)

Carlos Norman Hathcock II (* 20. Mai 1942 in Little Rock, Arkansas; † 23. Februar 1999 in Virginia Beach, Virginia) war ein US-amerikanischer Soldat und Scharfschütze des US Marine Corps. Er erreichte den Rang des Gunnery Sergeants und hatte 93 bestätigte sowie laut eigener Aussage über 200 unbestätigte Abschüsse. Hathcock gilt aufgrund seiner Abschüsse und einiger anspruchsvoller Operationen im Vietnamkrieg als Legende der US-Marines. Er dient noch heute vielen Scharfschützen als Vorbild.
Wegen einer weißen Feder auf seiner Kopfbedeckung wurde er von den Nordvietnamesen mit dem Spitznamen Lông Trắng (Weiße Feder) bedacht (Hathcock: „Das war mein Markenzeichen...damit zeigte ich ihnen eine lange Nase...Scharfschützen machen sowas normalerweise nicht...aber ich war nicht normal“). Auf ihn und seinen kommandierenden Offizier Edward James Land junior setzte der Feind zudem eine hohe Belohnung aus.

## Beginn der Militärkarriere
1959 trat er im Alter von 17 Jahren dem Marine Corps bei und wurde in Camp Pendleton zum Scharfschützen ausgebildet. Während seiner anschließenden Stationierung auf Hawaii gewann er die Pacific Division Rifle Championship, einen Wettkampf der besten im Pazifikraum stationierten Schützen. 1965 konnte er diese Leistung noch übertreffen, als er in Camp Perry den Wimbledon Cup gewann, den prestigeträchtigsten Wettkampf für Scharfschützen in den USA.
Hathcock kam 1966 erstmals nach Vietnam und wurde anfangs als Militärpolizist eingesetzt. Als solcher erzielte er bereits nach kurzer Zeit mit einer M14 seinen ersten Abschuss. Er hatte während einer Patrouille einen bewaffneten Vietcong erspäht, der anscheinend mit dem Verlegen von Sprengfallen beschäftigt war. Als Erinnerung an seinen ersten Abschuss fotografierte Hathcock den Vietcong durch sein Zielfernrohr, ehe er ihn aus einer Entfernung von etwa 350 Metern tödlich traf.
Als Captain Edward James Land eine Ausbildungsstätte für Scharfschützen in Vietnam etablierte, wurde Hathcock als einer von 17 Ausbildern dorthin beordert. Land und Hathcock kannten sich bereits von einem Ausbildungslehrgang in den Staaten. Die Lehrer und Schüler dieser „Sniper School“ konnten während einer 90-tägigen Operation mehr feindliche Kräfte neutralisieren als alle vor Ort eingesetzten US-Infanteriebataillone zusammen. Dies brachte ihr den Spitznamen „Murder Incorporated“ ein.

## Einsätze
Hathcock hatte sein Einsatzgebiet im Raum um den Hügel Núi Ðất Sơn, von den Amerikanern als Hügel 55 (Hill 55) bezeichnet. Dieser lag rund 35 Meilen südwestlich von Đà Nẵng auf südvietnamesischem Territorium. Hathcocks Auftrag lag in der Bekämpfung feindlicher Scharfschützen (Counter Snipe). Er war dabei mit einer Winchester Model 70 im Kaliber .30-06 Springfield bewaffnet.
Einer seiner erstaunlichsten Treffer gelang ihm nach einem langwierigen Katz-und-Maus-Spiel, als er einen feindlichen Scharfschützen auf etwa 450 m durch dessen Zielfernrohr ins Auge traf und somit tötete. Hathcock hatte dabei eine Sonnenreflexion im Visier seines Gegners angezielt.
Sein bedeutendster Auftrag war die Tötung eines nordvietnamesischen Generals in dessen Hauptquartier, wofür er sich freiwillig gemeldet hatte. Hathcock wurde hinter den feindlichen Linien abgesetzt und konnte sich in den folgenden drei Tagen und Nächten dem Hauptquartier bis auf etwa 600 m nähern. Zuvor hatte er sich rund 1000 m über offenes Gelände vorgearbeitet, ohne entdeckt zu werden. Nachdem er sein Ziel erkannt und getötet hatte, konnte er unerkannt entkommen.
Diese drei Einsätze sind unter den Titeln „Stalking the Apache“, „Hunting The Cobra“ und „The Suicide Mission“ Teil der History-Dokumentation Sniper: Inside the Crosshairs (deutscher Titel: Sniper – US-Scharfschützen in gefährlicher Mission).
Im Februar 1967 erzielte er zudem den bis dahin weitesten bestätigten Abschuss der Militärgeschichte. Zur Erprobung des Kalibers 12,7 × 99 mm NATO für künftige Scharfschützenwaffen, war Hathcock am Hügel Đức Phổ, etwa eine Meile (1609,344 m) nördlich der gleichnamigen Stadt eingesetzt. Er verwendete dabei ein Browning M2 mit demselben 8x-Zielfernrohr, das er auch auf seiner Winchester verwendete. Damit traf er einen Vietcong auf eine Entfernung von 2286 m tödlich. Dieser Rekord wurde erst im Jahr 2002 vom kanadischen Master Corporal Arron Perry eingestellt, dem mit einer McMillan Tac-50 ein Abschuss über 2310 m in Afghanistan gelang.

## Ende des Einsatzes in Vietnam
Am 16. September 1969 befand er sich in einem gepanzerten Mannschaftstransporter, der durch die Detonation einer Panzermine schwer beschädigt wurde und in Brand geriet. Trotz der Flammen und explodierender Munition konnte er sieben verwundete Kameraden aus dem Fahrzeug retten und in Sicherheit bringen, erlitt dabei jedoch Verbrennungen zweiten und dritten Grades. Aufgrund seiner Verwundungen musste er in das Brooke Army Medical Center in Fort Sam Houston geflogen werden, wo er sich einer Vielzahl von Hauttransplantationen unterziehen musste.
Er konnte zwar nicht mehr als Scharfschütze eingesetzt werden, war jedoch weiterhin als Ausbilder tätig und war in führender Position bei der Gründung einer Ausbildungseinrichtung für Späher und Scharfschützen (Scout/Sniper School) in der Marine Corps Base Quantico beteiligt.
1975 verschlechterte sich sein Gesundheitszustand und es wurde bei ihm Multiple Sklerose diagnostiziert, die ihn nach fast 20-jähriger Dienstzeit 1979 zum Ausscheiden aus dem Marine Corps zwang. Er wurde jedoch auch weiterhin von diversen Polizeibehörden als Ausbilder und Berater eingeladen.
Das Marine Corps ehrte ihn unter anderem mit der Einführung des Carlos Hathcock Award, der jährlich an ausgewählte Scharfschützen verliehen wird, zudem wurde eine Bibliothek der Marine in Washington und eine Ausbildungseinrichtung der Marine Corps Air Station Miramar nach ihm benannt. Er war zudem Namensgeber des M25 White Feather, eines auf dem M21 basierenden Scharfschützengewehres. Auch eine Einheit der Virginia Civil Air Patrol trägt seinen Namen.
Zu Hathcocks Auszeichnungen gehören u. a. das Purple Heart und der Silver Star.
In seinem 1993 erschienenen Roman Im Fadenkreuz der Angst (Originaltitel: Point of Impact) des Autors Stephen Hunter ist die Romanfigur Carl Hitchcock eine direkte Referenz auf Hathcock.